# المنطقة المركزية العسكرية (مصر)
المنطقة المركزية العسكرية هي إحدى المناطق الأربع العسكرية للقوات المسلحة المصرية ويقع مقرها بالقاهرة.

## القوات الرئيسية
- الفرقة 9 مدرعة:[1]
  - قيادة الفرقة 9 مدرعة (قيا فر ٩ م).
- الفرقة 2 مشاة ميكانيكي:[2]
  - قيادة الفرقة 2 مشاة ميكانيكي (قيا فر ٢ مش ميكا).

## المنشآت التابعة
- قاعدة المشير محمد حسين طنطاوي العسكرية (الهايكستب).[3]

## قادة المنطقة
●لواء أركان حرب / عبد المعطي عبد العزيز علام.
- لواء أركان حرب / طارق الشاذلي.[6]
- لواء أركان حرب / فهمي هيكل.[7]
- لواء أركان حرب / عاصم عاشور.[8]
- لواء أركان حرب / خالد شوقي (يونيو 2020 - ).[9]
- لواء أركان حرب / نبيل حسب الله ( - يونيو 2020).[10]
- لواء أركان حرب / عماد الغزالي (2018 - ).[11]
- لواء أركان حرب / أيمن عامر (2015 - 2018).[12][13]
- لواء أركان حرب / توحيد توفيق عبد السميع (2012 - 2015).[14]
- لواء أركان حرب / حسن الرويني (2008 - 2012).[14][15]
- لواء أركان حرب / محسن الفنجري (2006 - 2008).[16][17]
- لواء أركان حرب / سامي أبو العطا دياب (2005 - 2006).[18]
- لواء أركان حرب / نادر قورة (2003 - 2005).[19][20]
- لواء أركان حرب / السعيد محمد عبد الرازق (2000 - ).[21]
- لواء أركان حرب / مدحت عبد الرحمن ( - 2000).[21]
- لواء أركان حرب / محمد دسوقي الغاياتي (1989 - ).[22]
- لواء أركان حرب / عبد المنعم خليل.[23]
- لواء أركان حرب / أحمد عبد السلام توفيق.
- لواء أركان حرب / صلاح الدين الحديدي.[24][25]
- لواء أركان حرب / فاروق سعيد عبد العظيم.[26]
- لواء أركان حرب / علي عبد الخبير.[27]